# Глушиця (гміна)
Гміна Глушиця (пол. Gmina Głuszyca) — місько-сільська гміна у південно-західній Польщі. Належить до Валбжиського повіту Нижньосілезького воєводства.
Станом на 31 грудня 2011 у гміні проживало 9112 осіб.

## Площа
Згідно з даними за 2007 рік площа гміни становила 61.92 км², у тому числі:
- орні землі: 32.00 %
- ліси: 53.00 %

Таким чином, площа гміни становить 12.04 % площі повіту.

## Населення
Станом на 31 грудня 2011:
| Опис     | Загалом | Загалом | Чоловіки | Чоловіки | Жінки | Жінки |
| -------- | ------- | ------- | -------- | -------- | ----- | ----- |
| одиниця  | осіб    | %       | осіб     | %        | осіб  | %     |
| все      | 9112    | 100     | 4337     | 47.60    | 4775  | 52.40 |
| міське   | 6805    | 100     | 3199     | 47.01    | 3606  | 52.99 |
| сільське | 2307    | 100     | 1138     | 49.33    | 1169  | 50.67 |

## Сусідні гміни
Гміна Глушиця межує з такими гмінами: Єдліна-Здруй, Мерошув, Нова Руда, Валім.